# Спасское (Караидельский район)
Спа́сское — упразднённая деревня Караидельского района Башкирской АССР РСФСР. Существовала до 1950-х годов, когда вошла в черту посёлка Магинск в современном Караидельском районе Республики Башкортостан Российской Федерации. Входила на момент упразднения в состав Бердяшевского сельсовета. Затоплено при наполнении Павловского водохранилища.
Жили русские (1920).

## Название
Известна также под названиями Барское, Барская.
Устаревший вариант написания ойконима — Спаское.

## География
Расположено было на реке Уфа, при впадении притока Бердяш (ныне именуется Бердяшка).

### Географическое положение
Расстояние до:
- районного центра (Караидель): 14 км,
- ближайшей ж/д станции (Щучье Озеро): 94 км.

## История
Основана во второй половине 19 в. государственными крестьянами на казённых землях в Бирском уезде.
В 1950-е гг. вошла в состав посёлка Магинск.

## Население
В 1870 году — 94 человек, в 1896—225, 1906—243, в 1920—454, в 1939—328.

## Инфраструктура
Индивидуальная застройка усадебного типа. В 1896 году — 31 двор, в 1925 зафиксировано 62 хозяйства.
В 1896 году учтён хлебозапасный магазин.